# Truyolsina
Truyolsina is een geslacht van uitgestorven kreeftachtigen uit de klasse van de Ostracoda (mosselkreeftjes).

## Soorten
- Truyolsina necopinata Becker, 1976 †
- Truyolsina truyolsi Becker & Bless, 1975 †